# Глухово (Куявско-Поморское воеводство)
Глухово — деревня в гмине Хелмжа Торуньского повета Куявско-Поморского воеводства в центральной части севера Польши.